# Castelsagrat
Castelsagrat település Franciaországban, Tarn-et-Garonne megyében. Lakosainak száma 540 fő (2022. január 1.). Castelsagrat Brassac, Gasques, Montesquieu, Montjoi, Perville, Saint-Clair, Saint-Nazaire-de-Valentane és Saint-Paul-d’Espis községekkel határos.

## Népesség
A település népessége az elmúlt években az alábbi módon változott:
| Lakosok száma | 562  | 573  | 590  | 569  | 555  | 542  | 540  | 543  | 540  |
|               | 2013 | 2015 | 2016 | 2017 | 2018 | 2019 | 2020 | 2021 | 2022 |